# Gregarina niphandrodes
Gregarina niphandrodes és un paràsit del tub digestiu o de la cavitat corporal de certs invertebrats. Només té un hoste durant el seu cicle de vida.